# Sauvage Ducheney
Sauvage Ducheney, de prénom inconnu, est un maître écrivain français, mort en 1751.

## Biographie
C'était le frère aîné d'Olivier-François Sauvage, également maître écrivain. Il est mort à Paris le 14 décembre 1751.

## Œuvres
Le style de l'aîné était beaucoup plus sage et symétrique que celui du cadet, quoique très bien fini et délicat, d'après Paillasson. Il avait moins de feu et plus d'art. 
Comme son frère, il n'a laissé aucun œuvre gravé.